# RKVV Brabantia in het seizoen 1954/55
Het seizoen 1954/1955 was het eerste en enige jaar in het bestaan van de Eindhovense betaaldvoetbalclub Brabantia. De club kwam uit in de Eerste klasse B en eindigde op de 13e plaats. Na het seizoen keerde club vrijwillig terug naar het amateurvoetbal.

## Wedstrijdstatistieken

### Eerste klasse D(afgebroken)
|       | ADO   | Bleijerheide | D.F.C. | Eindhoven | Emma | Feijenoord | Juliana | LONGA | MVV   | NOAD  | Sparta | SVV   |
| ----- | ----- | ------------ | ------ | --------- | ---- | ---------- | ------- | ----- | ----- | ----- | ------ | ----- |
| Thuis | 1 – 8 | –            | –      | 0 – 2     | –    | 2 – 4      | –       | –     | 0 – 5 | –     | –      | –     |
| Uit   | –     | 2 – 0        | 2 – 0  | –         | –    | –          | –       | –     | –     | 4 – 1 | 2 – 2  | 3 – 0 |

### Eerste klasse B
|       | ADO   | DWS   | EDO   | Elinkwijk | Fortuna '54 | Heerenveen | Heracles | Rigtersbleek | Sittardia | Sparta | SVV   | Wageningen | Willem II |
| ----- | ----- | ----- | ----- | --------- | ----------- | ---------- | -------- | ------------ | --------- | ------ | ----- | ---------- | --------- |
| Thuis | 0 – 6 | 1 – 1 | 4 – 1 | 1 – 1     | 0 – 1       | 2 – 1      | 4 – 1    | 0 – 3        | 2 – 2     | 3 – 2  | 1 – 4 | 3 – 1      | 1 – 5     |
| Uit   | 0 – 0 | 2 – 0 | 4 – 0 | 2 – 0     | 1 – 1       | 6 – 1      | 2 – 2    | 3 – 2        | 0 – 1     | 4 – 1  | 3 – 1 | 5 – 2      | 7 – 1     |

## Statistieken Brabantia 1954/1955

### Eindstand Brabantia in de Nederlandse Eerste klasse B 1954 / 1955
| Stand | Gespeeld | Gewonnen | Gelijk | Verloren | Punten | Doelpunten voor | Doelpunten tegen |
| ----- | -------- | -------- | ------ | -------- | ------ | --------------- | ---------------- |
| 13e   | 26       | 6        | 6      | 14       | 18     | 34              | 68               |

### Eindstand Brabantia in de Nederlandse Eerste klasse D 1954 / 1955 (afgebroken)
| Stand | Gespeeld | Gewonnen | Gelijk | Verloren | Punten | Doelpunten voor | Doelpunten tegen |
| ----- | -------- | -------- | ------ | -------- | ------ | --------------- | ---------------- |
| 13e   | 9        | 0        | 1      | 8        | 1      | 6               | 32               |

### Topscorers
| #      | Naam                       | Goal |
| ------ | -------------------------- | ---- |
| 1.     | Frits van Moorsel          | 5    |
| 2.     | Albert van Elderen         | 4    |
| 2.     | Van den Oetelaar           | 4    |
| 4.     | Kruyssen                   | 3    |
| 5.     | Willy Bos                  | 2    |
| 5.     | Nico van Elderen           | 2    |
| 5.     | Trudo van Elderen          | 2    |
| 5.     | Hein Mollen                | 2    |
| 5.     | Stoker                     | 2    |
| 10.    | Van Elderen                | 1    |
| 10.    | Albert of Nico van Elderen | 1    |
| 10.    | W. van Elderen             | 1    |
| 10.    | Van Heeswijk               | 1    |
| 10.    | Jo van den Heuvel          | 1    |
| 10.    | Tini van Osch              | 1    |
| 10.    | Joop van de Wildenberg     | 1    |
| 10.    | Eigen doelpunt             | 1    |
| 1.     | Philip Paauwe (Sittardia)  | 1    |
| Totaal | Totaal                     | 34   |

| #      | Naam          | Goal |
| ------ | ------------- | ---- |
| 1.     | Hein Mollen   | 3    |
| 2.     | Jan Mutsers   | 2    |
| 3.     | Tini van Osch | 1    |
| Totaal | Totaal        | 6    |